# بوبي بيرك (لاعب كرة قاعدة)
بوبي بيرك (بالإنجليزية: Bobby Burke)‏ هو لاعب كرة قاعدة أمريكي، ولد في 23 يناير 1907 في جوليت في الولايات المتحدة، وتوفي في 8 فبراير 1971.

## وصلات خارجية
- بوبي بيرك على موقع دوري كرة القاعدة الرئيسي (الإنجليزية)
- بوبي بيرك على موقعبيزبول رفرنس.كوم (الدوري الرئيسي) (الإنجليزية)
- بوبي بيرك على موقعبيزبول رفرنس.كوم (الدوري الثانوي) (الإنجليزية)